# Martin Winterkorn
Martin Winterkorn (sinh 24 tháng 5 năm 1947) là cựu chủ tịch hội đồng quản trị (Giám đốc điều hành, Vorstandsvorsitzender trong tiếng Đức) của Volkswagen AG, công ty mẹ của Tập đoàn Volkswagen, và Chủ tịch Hội đồng giám sát của Audi và Porsche Automobil Holding SE. 
Ông đã kế nhiệm Bernd Pischetsrieder làm Giám đốc điều hành của Volkswagen AG vào năm 2007. Trước đó, ông từng là Chủ tịch Hội đồng quản trị của công ty con Tập đoàn Volkswagen Audi AG.
Winterkorn đã từ chức từ Volkswagen ngày 23 tháng 9 năm 2015, một vài ngày sau khi công ty chính thức thừa nhận vướng vào bê bối gian lận xử lý khí thải của dòng xe diesel Mỹ trong bài kiểm tra thiết bị

## Học vấn
Martin Winterkorn bắt đầu học ngành kim loại học và vật lý kim loại 1966 tại đại học Stuttgart. 1973 cho tới 1977 ông là nghiên cứu sinh tại viện Max-Planck về nghiên cứu kim loại, và đã lấy bằng tiến sĩ 1977.